# Правительство Гросса
Правительство Станислава Гросса (чеш. Vláda Stanislava Grosse) — 6-е коалиционное правительство Чешской Республики во главе с Станиславом Гроссом. Было приведено к присяге 4 августа 2004 года. Получило доверие парламента на заседании 24 августа 2004 года.

## Общие сведения
Правительство Станислава Гросса пришло на смену правительству Владимира Шпидлы в результате проигранных социал-демократами выборов в Европейский парламент. Владимир Шпидла ушёл в отставку с поста председателя социал-демократов и затем ушёл с поста премьер-министра Чехии. Станислав Гросс стал новым председателем партии. После долгих консультаций, президент Вацлав Клаус назначил Станислава Гросса новым премьер-министром страны. На момент назначения, Гросс стал самым молодым премьер-министром в истории Чехии и Европейского союза.
Во время правления этого правительства, обсуждался вопрос принятия Конституции Европейского союза, президент Чехии Вацлав Клаус, будучи евроскептиком отказывался её подписывать, а премьер-министр Гросс, наоборот, подписал её.
В конце января 2005 года, газета MF DNES раскритиковала Гросса за неясный источник финансирования его квартиры в пражском районе Баррандов, которая была куплена за почти 4,3 миллиона чешских крон. Гросс подвергся критике со стороны СМИ и чешского отделения Transparency International за его объяснения о предполагаемом кредите его дяди. После этого начался правительственный кризис и кризис внутри ČSSD. Под давлением обстоятельств, правительство было вынуждено подать в отставку. Новым премьер-министром стал Иржи Пароубек.

## Состав кабинета
| Министерство (должность)                                      | Имя               | Начало полномочий | Конец полномочий | Партия | Партия  |
| Председатель Правительства                                    | Станислав Гросс   | 4 августа 2004    | 25 апреля 2005   |        | ČSSD    |
| Первый вице-председатель, министерство труда и социальных дел | Зденек Шкромах    | 4 августа 2004    | 25 апреля 2005   |        | ČSSD    |
| Вице-председатель, министерство юстиции                       | Павел Немец       | 4 августа 2004    | 25 апреля 2005 * |        | US-DEU  |
| Вице-председатель, министерство транспорта                    | Милан Шимоновский | 4 августа 2004    | 25 апреля 2005 * |        | KDU-ČSL |
| Министерство финансов                                         | Богуслав Соботка  | 15 июля 2002      | 4 августа 2004   |        | ČSSD    |
| Министерство регионального развития                           | Иржи Пароубек     | 4 августа 2004    | 25 апреля 2005   |        | ČSSD    |
| Министерство иностранных дел                                  | Цирил Свобода     | 4 августа 2004    | 25 апреля 2005 * |        | KDU-ČSL |
| Министерство здравоохранения                                  | Милада Эммерова   | 4 августа 2004    | 25 апреля 2005   |        | ČSSD    |
| Министерство внутренних дел                                   | Франтишек Бублан  | 4 августа 2004    | 25 апреля 2005   |        | ČSSD    |
| Министерство культуры                                         | Павел Достал      | 4 августа 2004    | 25 апреля 2005   |        | ČSSD    |
| Министерство промышленности и торговли                        | Милан Урбан       | 4 августа 2004    | 25 апреля 2005   |        | ČSSD    |
| Министерство сельского хозяйства                              | Ярослав Палас     | 4 августа 2004    | 25 апреля 2005   |        | ČSSD    |
| Министерство образования, молодёжи и физической культуры      | Петра Бузкова     | 4 августа 2004    | 25 апреля 2005   |        | ČSSD    |
| Министерство обороны                                          | Карел Кунгл       | 4 августа 2004    | 25 апреля 2005 * |        | US-DEU  |
| Министерство окружающей среды                                 | Либор Амброзек    | 4 августа 2004    | 25 апреля 2005 * |        | KDU-ČSL |
| Министерство информатики                                      | Владимир Млинарж  | 4 августа 2004    | 25 апреля 2005 * |        | US-DEU  |

### Министры без портфеля
| Министерство (должность)                       | Имя           | Начало полномочий | Конец полномочий | Партия | Партия               |
| Вице-председатель по экономике                 | Мартин Ян     | 4 августа 2004    | 25 апреля 2005   |        | ČSSD                 |
| Министр — председатель Законодательного совета | Ярослав Буреш | 4 августа 2004    | 25 апреля 2005   |        | Беспартийный от ČSSD |